# 谷衛弥
谷 衛弥（たに もりみつ）は、丹波国山家藩の第10代藩主。諱は衛光とも。

## 生涯
第8代藩主・谷衛量の次男。
文化13年（1816年）、兄で先代藩主の衛萬が死去したため、その跡を継ぐ。
文政3年（1820年）10月13日、24歳で死去し、跡を養嗣子の衛昉が継いだ。

## 系譜
- 父：谷衛量（1765年 - 1801年）
- 母：八重 - 佐竹義方長女
- 養父：谷衛萬（1796年 - 1816年）
- 正室：九鬼隆国（摂津国三田藩主）の娘
- 養子：
  - 男子：谷衛昉（1811年 - 1884年） - 青木一貞（摂津国麻田藩主）の次男